# Geosiris
Geosiris  es un género bastante inusual dentro de la familia de las iridáceas ya que es un saprofito que no contiene clorofila. Incluye una única especie, Geosiris aphylla, denominada «lirio de la tierra», nativa de Madagascar y de otras islas del Océano Índico. Sus flores son púrpuras y sus hojas están reducidas a escamas.
Fredrik Pieter Jonker asignó a este extraño género a una familia propia (Geosiridaceae) en el orden Orchidales, lo que fue adoptado por varios taxónomos subsiguientes. Estudios filogenéticos posteriores incluyeron a esta especie dentro de la subfamilia Nivenioideae de las iridáceas. 